# Elezioni parlamentari in Corea del Sud del 1981
Le elezioni parlamentari in Corea del Sud del 1981 si tennero il 25 marzo. Il risultato fu una vittoria del Partito della Giustizia Democratica, che ottenne 151 seggi su 276 nell'Assemblea Nazionale. L'affluenza fu del 77,7%.

## Contesto
Dopo l'assassinio di Park Chung-hee a opera di Kim Jae-kyu nel 1979 era emersa una società civile coreana decisa a dare voce alle proprie istanze, protestando con forza contro il dominio autoritario. Animate principalmente dagli studenti universitari e dai sindacati, le proteste si erano diffuse in tutto il Paese. Chun Doo-hwan, collega di Park Chung-hee, aveva assunto il potere a soli sei giorni dalle ultime elezioni presidenziali col colpo di Stato del 12 dicembre 1979 e la conseguente dichiarazione della legge marziale. Chun Doo-hwan aveva così dato inizio ad una nuova dittatura militare.
Il 17 maggio, Chun Doo-hwan aveva costretto il governo ad estendere la legge marziale, che prima non era stata applicata nella provincia di Jeju-do, all'intera nazione. La nuova legge marziale aveva chiuso le università, proibito ogni attività politica ed avviato una ferrea censura sulla stampa. A causa di questi eventi, Chun aveva scatenato proteste che chiedevano elezioni democratiche.
In particolare, il 18 maggio 1980 era esploso uno scontro nella città di Gwangju tra le forze armate e gli studenti dell'Università Nazionale di Chonnam, che si erano riuniti nel Movimento di Gwangju per la democratizzazione e protestavano contro la chiusura del loro ateneo. Lo scontro si era trasformato, però, in un tumulto esteso all'intera città che era durato nove giorni, fino al 27 maggio. Le stime immediate del tributo di vittime civili oscillavano da poche dozzine a 2.000, mentre una successiva indagine completa del governo civile avrebbe accertato 606 morti (massacro di Gwangju). La collera pubblica per le uccisioni aveva consolidato in tutta la nazione il sostegno per la democrazia.
In seguito, Chun aveva creato il Comitato Nazionale per una Politica di Difesa d'Emergenza, ed era stato eletto indirettamente Presidente da questo collegio elettorale.
Il 22 ottobre si era tenuto un referendum per approvare la nuova Costituzione scritta da Chun Doo-hwan. L'affluenza era stata del 95,5% e la costituzione era stata approvata col 91,6% dei voti. Era nata così la Quinta Repubblica di Corea.
Il 25 febbraio, si erano tenute delle nuove elezioni, e Chun Doo-hwan era stato rieletto Presidente. L'Assemblea Nazionale, che in realtà non aveva alcun potere, ma serviva soltanto per dare una parvenza di democrazia, era stata sciolta, e furono indette nuove elezioni, con un sistema maggioritario. Anche questa volta, la vittoria di Chun Doo-hwan era scontata.

## Risultati
| Partito della Giustizia Democratica             | 5 776 624  | 35,64 | 151 |  |  |  |
| Partito della Corea Democratica                 | 3 495 829  | 21,57 | 81  |  |  |  |
| Partito Nazionale Coreano                       | 2 147 293  | 13,25 | 25  |  |  |  |
| Partito dei Diritti Civili                      | 1 088 847  | 6,72  | 2   |  |  |  |
| Nuovo Partito della Politica                    | 676 921    | 4,18  | 2   |  |  |  |
| Partito Socialista Democratico                  | 524 361    | 3,24  | 2   |  |  |  |
| Partito Democratico dei Contadini               | 227 715    | 1,41  | 1   |  |  |  |
| Partito dei Pacifisti                           | 144 000    | 0,89  | 1   |  |  |  |
| Partito Socialista                              | 122 778    | 0,76  | –   |  |  |  |
| Partito Cristiano Democratico di Corea          | 103 893    | 0,64  | –   |  |  |  |
| Partito del Gruppo Nazionale per l'Unificazione | 87 977     | 0,54  | –   |  |  |  |
| Partito per la Fondazione Democratica Won-il    | 76 863     | 0,47  | –   |  |  |  |
| Indipendenti                                    | 1 734 224  | 10,70 | 11  |  |  |  |
| Totale                                          | 16 207 325 | 100   | 276 |  |  |  |
|                                                 |            |       |     |  |  |  |
| Voti non validi                                 | 190 520    | 1,16  |     |  |  |  |
| Votanti                                         | 16 397 845 | 77,74 |     |  |  |  |
| Elettori                                        | 21 094 468 |       |     |  |  |  |